# Satellit (Luftfahrt)

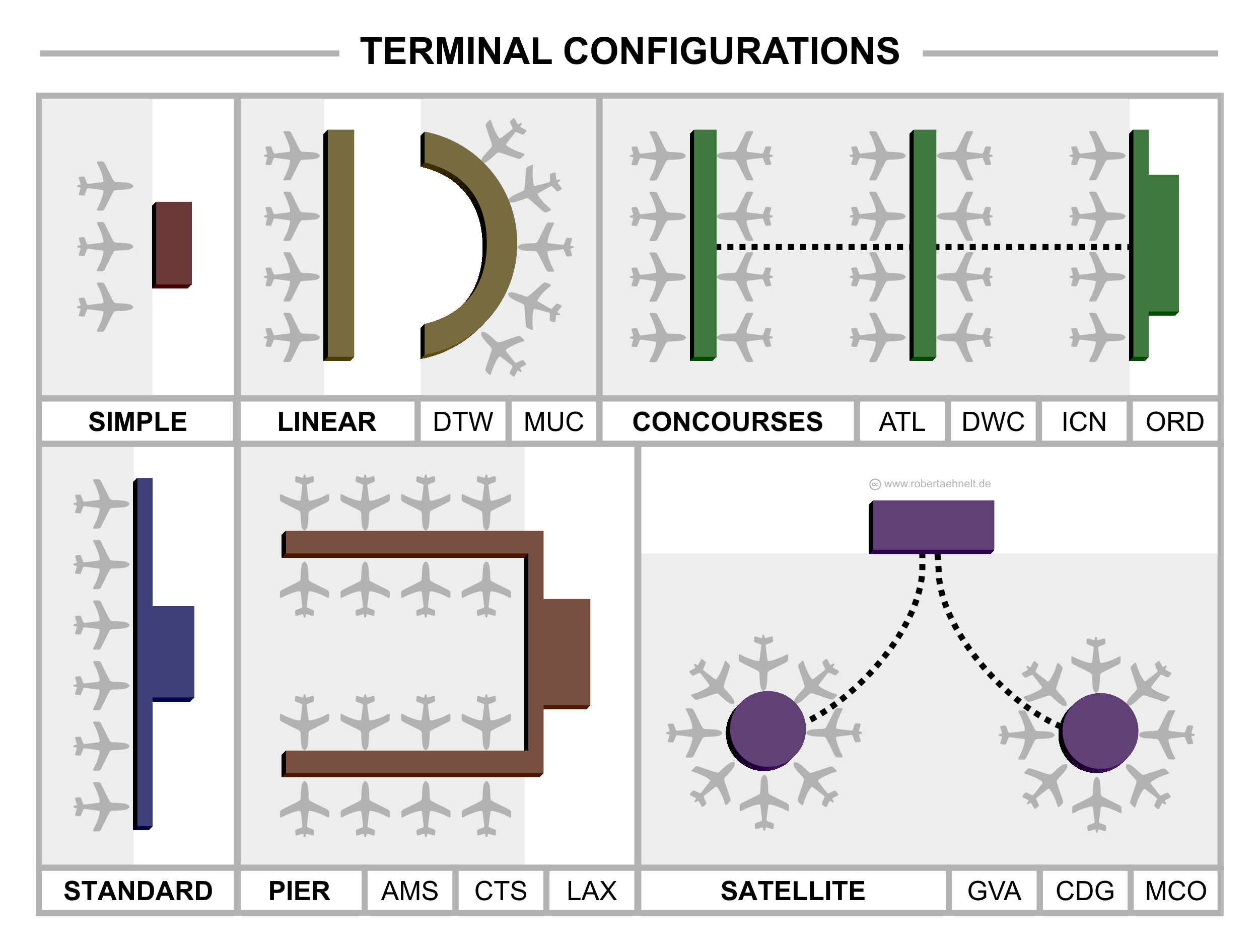
Typische Anordnungen von Passagierterminals

Ein Satellit oder auch Satellitenterminal ist ein Erweiterungsbau zu einem bestehenden Flughafenterminal. Im Gegensatz zu einem vollwertigen Terminal fehlen alle „landseitigen“ Terminalteile, also Ticketschalter, Check-in-Einrichtungen oder Gepäckausgabebänder. Daher werden auch keine landseitigen Zufahrten oder Parkhäuser benötigt.
Meist werden Satelliten inmitten des Flughafenvorfeldes errichtet; die Passagiere erreichen das Gebäude zumeist mittels einer kleinen, unterirdischen Kabinenbahn, PTS genannt. Im Gebäude selbst befinden sich die Wartebereiche und Fluggastbrücken für das bequeme Einsteigen ins Flugzeug. Je nach Platzverhältnissen sind auch sanitäre Anlagen sowie Einkaufsmöglichkeiten untergebracht.
An einem Satelliten ankommende Passagiere, welche keinen ebenfalls am Satelliten abgefertigten Anschlussflug benötigen, werden mittels PTS zunächst ins Terminal geleitet, wo dann ggf. Pass- und Zollkontrolle erfolgen, um dann entweder zu ihrem Anschlussflug oder zur Gepäckausgabe weitergeleitet zu werden.

## Beispiele
Ein typisches Satellitenterminal ist das Dock Midfield bzw. Dock E des Flughafens Zürich. Ein weiteres Beispiel ist das Terminal T4 mit dem Satellitenterminal T4S des Flughafens Madrid-Barajas. Das erste Satellitenterminal in Deutschland wurde am 26. April 2016 am Flughafen München eröffnet und dient der Erweiterung des Terminal 2.
Eine besondere Form eines „Mini-Satelliten“ ist am Flughafen München zu finden. Auf dem zum Terminal 1 gehörigen Vorfeld West befinden sich 12 sogenannte Boarding Stations. Die Fluggäste werden per Bus vom Terminal zur Boarding Station gebracht. Darin befindet sich eine Rolltreppe, an die sich die Fluggastbrücke anschließt.